# 다케노코시 시게마루
다케노코시 시게마루(일본어: 竹腰 重丸, 1906년 2월 15일 ~ 1980년 10월 6일)는 일본의 축구인으로 축구 지도자 겸 심판직도 수행했다.

## 클럽 경력
1906년 2월 15일 일본 오이타현 우스키시 출생으로 야마구치 고등학교, 도쿄 대학을 거쳐 1930년 도쿄 대학 LB팀에 입단한 뒤 1932년 도쿄 OB 클럽으로 이적하였으며 이듬해인 1933년 일왕배 우승의 주역으로 활동했다.

## 국가대표팀 경력
도쿄 대학에 재학 중이던 1925년 5월 20일 대만과의 극동 선수권 대회 제2경기에서 국제 경기 데뷔전을 치렀고 이후 1927년 극동 선수권 대회에서는 준우승, 1930년 극동 선수권 대회에서는 공동 우승을 차지한 뒤 국가대표팀 유니폼을 반납했다.

## 지도자 시절
은퇴 후 1934년 28세의 젊은 나이에 일본 축구 국가대표팀의 감독을 맡아 극동 선수권 대회에서 팀을 이끌었고 이후 독일 베를린에서 열린 1936년 하계 올림픽에 참가하여 8강 진출을 이끌었으나 팀은 8강에서 1934년 FIFA 월드컵 챔피언 이탈리아에 0-8로 대패하며 대회를 마감했다.
제2차 세계 대전이 끝나고 6년이 지난 1951년 다시 일본 대표팀의 감독을 맡아 홈에서 열린 대한민국과의 1954년 FIFA 월드컵 아시아 지역 예선 2경기에서 1무 1패에 그치며 월드컵 본선 진출에 실패했고 이후 열린 1954년 아시안 게임에서 팀을 이끌었으나 2전 전패로 조별리그 탈락의 쓴 잔을 들이킨 뒤 1956년 하계 올림픽에서는 주심으로 활동하기도 했다.
감독으로 복귀하여 1960년 하계 올림픽 아시아 지역 예선에서 팀을 이끌었으나 올림픽 본선 진출에 실패한 직후 감독직에서 물러났으며 1980년 10월 6일 도쿄도 분쿄구에서 뇌졸중 투병 끝에 향년 74세를 일기로 생애를 마감했다.

## 통계
| 일본 | 일본 | 일본 |
| 연도 | 출전 | 득점 |
| ---- | ---- | ---- |
| 1925 | 1    | 0    |
| 1926 | 0    | 0    |
| 1927 | 2    | 1    |
| 1928 | 0    | 0    |
| 1929 | 0    | 0    |
| 1930 | 2    | 0    |
| 통산 | 5    | 1    |

## 수상

### 클럽
도쿄 OB 클럽
- 일왕배 : 우승 (1933)

### 국가대표팀
일본
- 극동 선수권 대회 : 금메달 (1930), 은메달 (1927)